# فكتور كوزنيتسوف
فكتور كوزنيتسوف (25 فبراير 1949 في أوكرانيا - ) (بالأوكرانية: Віктор Васильович Кузнецов)‏ هو مدرب كرة قدم ولاعب كرة قدم (وحمل سابقاً جنسية الاتحاد السوفيتي) في مركزي الهجوم والوسط. شارك مع منتخب الاتحاد السوفييتي لكرة القدم. أما مع النوادي، فقد لعب مع زوريا لوهانسك ونادي تافريا سيمفروبول ونادي روستوف أون دون.

## وصلات خارجية
- فكتور كوزنيتسوف على موقع قاعدة بيانات كرة القدم.إي يو (الإنجليزية)
- فكتور كوزنيتسوف على موقع ناشيونال فوتبول تيمز (الإنجليزية)